# Ceaharivka, Cemerivți
Ceaharivka (în ucraineană Чагарівка) este un sat în comuna Letava din raionul Cemerivți, regiunea Hmelnîțkîi, Ucraina.

## Demografie
Componența lingvistică a localității Ceaharivka
     Ucraineană (100%)
Conform recensământului din 2001, toată populația localității Ceaharivka era vorbitoare de ucraineană (100%).